# Chenil
 (août 2010).
Si vous disposez d'ouvrages ou d'articles de référence ou si vous connaissez des sites web de qualité traitant du thème abordé ici, merci de compléter l'article en donnant les références utiles à sa vérifiabilité et en les liant à la section « Notes et références ».

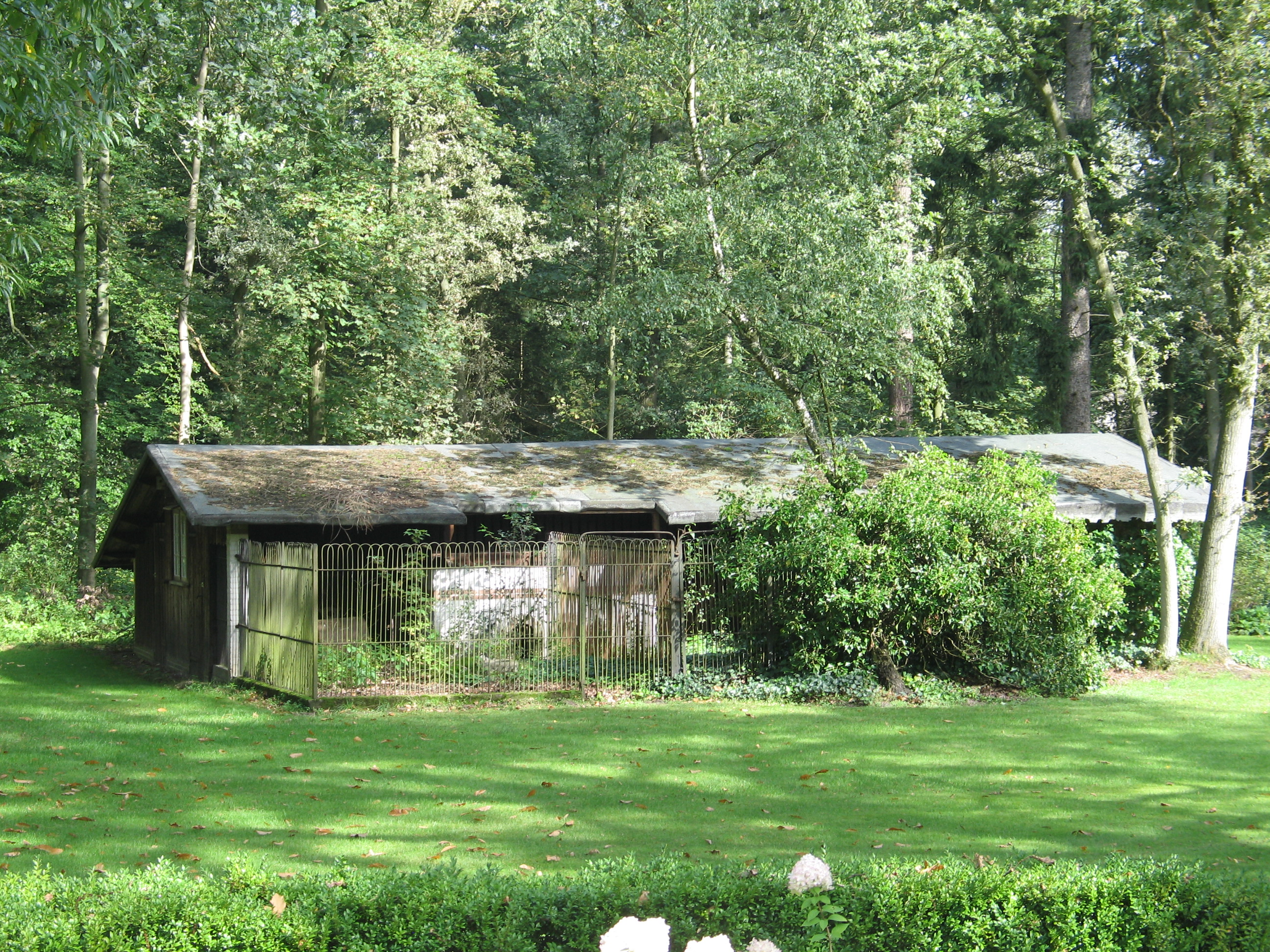
Chenil de Fariose

Un chenil (prononcé \ʃə.ni(l)\) est un établissement destiné à l'élevage ou à la pension de chiens ou le bâtiment qui abrite une meute de chiens de chasse.

## En France
En France, la construction d'un chenil est réglementée, cela dépendra du nombre de chiens qui seront amenés à y loger :
- Moins de 10 chiens : règlement sanitaire départemental[réf. nécessaire]
- De 10 à 50 chiens : Ministère de l'écologie[réf. nécessaire]

## Au Canada
Au Canada, ces chiens[Lesquels ?] doivent être enregistrés ou éligibles à être enregistrés avec une association incorporée sous la Loi sur la généalogie des animaux.

## Une habitation
Le terme chenil est également utilisé pour parler de l'enclos d'un chien, il permettra à celui-ci de ne pas s'enfuir. Il existe par exemple des chenils qui fonctionnent à l'aide de panneaux, il suffit simplement de les emboîter pour créer la taille désirée.